# Leövey András
Leövey András (Nyíregyháza, 1926. november 20. – 2019. február 11. vagy előtte) magyar orvos, endokrinológus, egyetemi tanár; az orvostudományok kandidátusa (1968), az orvostudományok doktora (1983).

## Életútja
1951-ben a Debreceni Orvostudományi Egyetemen szerzett orvosi diplomát. 1951 és 1972 között a Debreceni Orvostudományi Egyetem II. számú Belklinikáján, majd az I. számú Belklinikán folytatta munkáját, 1974 és 1994 között az utóbbi igazgatói feladatát látta el. 1969-ben egyetemi tanárrá nevezték ki. 1974 és 1980 között a DOTE gyógyító-megelőző rektorhelyettesi, 1985 és 1991 között rektori feladatát látta el. 1990-ben a Magyar Rektori Konferencia elnöke volt.
Húsz éves igazgatói tevékenysége alatt mintegy 700 publikáció jelent meg a klinikáról és több mint 100 könyv és könyvfejezet látott napvilágot. 28 kandidátusi és 4 nagydoktori értekezés készült. 1997-ben professor emeritusi címet kapott.
Kutatási területe az endokrinológia és a klinikai immunológia.

## Díjai
- Pro Universitate DOTE (1976, 1994)
- Markusovszky-díj (1986)
- Markhot Ferenc-emlékérem (1989)
- Hajós Károly-emlékérem (1990)
- Fornet Béla-emlékérem (1995)
- DAB-emlékérem (1996)
- Hatvani István-díj (1998)
- Magyar Endokrinológiáért Érem (2002)

## Művei
- A klinikai endokrinológia és anyagcsere-betegségek kézikönyve; szerk. Leövey András; rajz Ángyán Gergő, Olgyay Géza; Medicina, Bp., 2001
- Dr. Petrányi Gyula akadémikus, 1912-2000; szerk. Leövey András, Szegedi Gyula; DE OEC, Debrecen, 2009 (A debreceni orvosképzés nagy alakjai)
- Hankiss János–Leövey András: A debreceni I. sz. Belklinika története, 1912-2012; DE OEC Belgyógyászati Intézet, Debrecen, 2012
- Az endokrin és anyagcsere-betegségek gyakorlati kézikönyve; szerk. Leövey András et al.; Medicina, Bp., 2014
- Az endokrin és anyagcsere-betegségek gyakorlati kézikönyve; szerk. Leövey András et al.; 2. átdolg., bőv. kiad.; Medicina, Bp., 2017